# 전단 (군사)
전단(스페인어: Flotilla)은 해군의 군사 조직 편제 단위로, 스페인 단어로 작은 함대(small flota (fleet))를 가리킨다. 한자는 전단(戰團).

## 대한민국
해군작전사령부 예하의 해군 부대이다. 통상 함대(艦隊)의 아래, 전대(戰隊)의 위에 속하며, 해군 준장이 지휘한다. 육군 부대와 비교하면 사단 또는 여단 규모이다.

## 미국
- 순양함-구축함전단(Cruiser-Destroyer Flotilla (CRUDESFLOT))
- 잠수함전단(Submarine Flotilla)
- 상륙전단/수륙양용전단(Amphibious Flotilla)

미국 해군은 준장이 지휘하기도 한다. 1973년 이후로 전단 단위는 단으로 대체되었고, 이후로는 쓰고 있지 않다.

## 일본
해상자위대에서 군(일본어: 群 군[*])으로서 아래에 1개의 전대(영어: Squadron)과, 정비보급군, 기지업무군을 예속하여 구성되고, 해장보가 지휘한다.

## 같이 보기
- 분대 (해군)(Division)
- 전대(Squadron)